# Acanthothamnus aphyllus
Acanthothamnus aphyllus är en benvedsväxtart som först beskrevs av Rudolf Schlechter, och fick sitt nu gällande namn av Standl. Acanthothamnus aphyllus ingår i släktet Acanthothamnus och familjen Celastraceae. Inga underarter finns listade.